# Catagramma aurantiaca
Catagramma aurantiaca är en fjärilsart som beskrevs av Charles Oberthür. Catagramma aurantiaca ingår i släktet Catagramma och familjen praktfjärilar. Inga underarter finns listade i Catalogue of Life.